# フェリペ1世 (カスティーリャ王)
フェリペ1世（西: Felipe I, 1478年7月22日 - 1506年9月25日）は、カスティーリャ女王フアナの王配。一時期カスティーリャ王を称した（1504年 - 1506年）。ブルゴーニュ公フィリップ4世（仏: Philippe Ⅳ，在位：1482年 - 1506年）でもあり、神聖ローマ皇帝マクシミリアン1世とブルゴーニュ女公マリーの長子。美公あるいは端麗公（フランス語：le Beau，ル・ボー）と呼ばれる。

## 生涯

### 生い立ち
15世紀に隆盛を誇ったブルゴーニュ公国のシャルル突進公は、勢力拡大（ブルゴーニュ戦争）と、公爵からの昇格を目指していた。1476年4月にシャルル突進公の一人娘マリーと、神聖ローマ皇帝フリードリヒ3世の男子マクシミリアンの婚約が成立した。
ところが、1477年1月5日、シャルル突進公はナンシーの戦いで戦死し、フランス王ルイ11世の侵攻や煽動により、公国は混乱に陥る。窮地のマリー女公は婚約の履行を求め、同年8月にマクシミリアンと結婚し、二人は仲睦まじい夫婦となった。マクシミリアンは父フリードリヒ3世の協力を取り付け、ルイ11世に毅然とした態度で臨み、休戦と都市の返還を実現した。翌1478年5月、ルイ11世は休戦を破ってエノー（独：ヘンネガウ）に侵攻した。マクシミリアンは初陣を勝利で飾ると、さらに6月22日に嫡男の誕生という慶事が続いた。曾祖父ブルゴーニュ公フィリップ3世（善良公）にあやかって命名された。
ブルゴーニュ公位の乗っ取りを画策するルイ11世にとって、フィリップ誕生は大きな打撃であり、ブルゴーニュ公の拠点の一つであるブルッヘ（仏：ブリュージュ）では、誕生したのが女児だったとの噂を拡散させた。突進公の後妻で、マリー女公の義母マーガレットは、フィリップを裸にして人々に見せて回り、噂を否定した。
マクシミリアンは1479年8月7日にギネガテの戦いでもフランスを撃退し、突進公戦死以来の混乱を収拾し、公国の統治に成功した。

### 母の早世、父との別離
1482年3月、母マリーは落馬事故で重体となる。3月24日、「フィリップとマルグリット2人を公国の相続人に指定し、嫡男フィリップが15歳に達するまでは夫マクシミリアンをその後見人とする」遺言を認め、家臣にも夫マクシミリアンに仕えるよう直々に言い残した。しかし3月27日にマリーが逝去すると、フランスの煽動も有り各地で叛乱が起きる。12月に締結されたアラスの和約によって、2歳の妹マルグリットはフランス王太子シャルル（後のシャルル8世）と婚約させられ、フィリップ自身は急進的なヘント市民の下で養育されることとなった。
『入婿』『外国人』であった父マクシミリアンは、摂政としての地位を喪失したが、オーストリアに帰郷せず、1483年から叛乱平定のために戦い続けた。1485年6月にブルッヘを、7月にヘントを開城させ、フィリップとも3年ぶりに再会を果たした。幼くして離別を余儀なくされていたフィリップは父の記憶が薄れており、父マクシミリアンに抱きしめられた驚きで泣き出し、父もまた再会の感動で涙を流したことが、年代記作家のオリヴィエ・ド・ラ・マルシュにより記録されている。
フィリップは狩りやトーナメント（槍試合）が得意で、話術も巧みな美貌の「素敵な公子」（ボー・プランス、beaux prince）だった。「美公」の呼び名は死後つけられたとされる。母マリーの死後にブルゴーニュ公の称号を継承したが、実際の所領は主にネーデルラントであった。

### フアナとの結婚

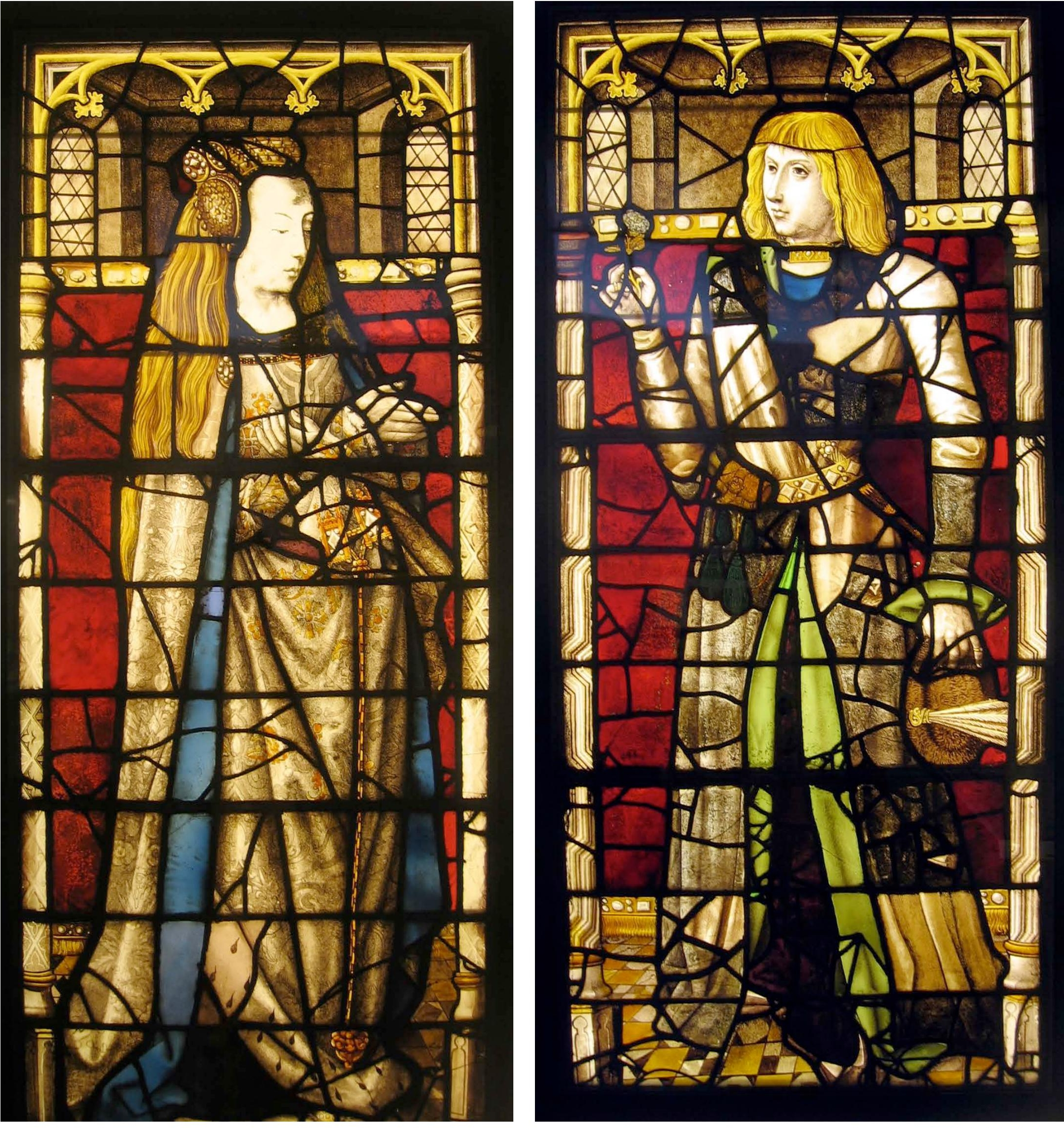
ブルッヘの聖血礼拝堂のステンドグラスに描かれたフィリップ夫妻（15世紀末作）

第一次イタリア戦争における対仏同盟について、マクシミリアンはアラゴン王フェルナンド2世（カスティーリャ王としてはフェルナンド5世）から熱心な勧誘を受ける。マルグリットのフランス王との婚約が、1493年にサンリスの和約によって破棄されていた経緯もあり、スペインのフェルナンド王側から熱心に二重結婚の働きかけがあった。マクシミリアンはたった二人の子供を、二人ともスペインに縁づかせることに躊躇していたが、1495年10月にシャルル8世がミラノに侵攻すると、翌11月に二重結婚の約が成立した。
1496年春、ゼーラントに到着したフアナ一行をフィリップは出迎えることが無く、新婦を落胆させた。しかし婚礼の前日に対面した二人は互いに惹かれ合い、対面に立ち会ったスペイン人司祭に命じて、正式な婚礼に先立ち、その場で簡素な結婚の儀式を行った。
フィリップは父マクシミリアンと異なり、暗愚で凡庸な君主に過ぎなかったが、容姿端麗であった。フアナが夫を熱愛し愛慕を募らせる一方、やがてフィリップは妃の激しい気性に愛想を尽かすようになった。そしてフアナは宮廷の女性たちに激しい嫉妬心を抱く一方、フィリップは好色家でもあった。フィリップが寵愛したとされる女官に対してフアナが激高し、女官の髪を丸刈りにした事件も起きた。フアナの精神状態に起因した奇行により、ブルゴーニュ宮廷におけるフアナ及びスペイン人の評判は悪くなり、これとともにフィリップと義父フェルナンドの関係も悪化した。それでも夫妻の間には2男4女が生まれ、全員が成人した。

### スペインへ

#### スペイン王家の継承問題
カトリック両王1男4女のうち、唯一の男子アストゥリアス公フアンは、フィリップの妹マルグリット（西：マルガリータ、独：マルガレーテ）と婚姻してほどなく1497年10月に病死し、マルグリットはフアンの子を死産した後、スペインを去ることとなった。
姉妹の長女イサベルはポルトガル王マヌエル1世妃となり1498年3月にミゲルを出産後、産褥死した。三女マリアはマヌエル1世の後妻となり7男3女を産み、四女カタリナはイングランド王家に嫁ぐこととなっていた。
イサベルの子、ミゲルも1500年7月に夭折したため、スペインの王位継承権はフアナに移った。フアナの精神状態は1503年に次男フェルディナントを出産した頃から顕著に悪化した。

#### 義母イサベル女王の崩御、義父との対立
このような中1504年11月、イサベル1世女王が崩御する。イサベルは「娘フアナとその夫フェリペをカスティーリャの後継者とする」と明確に遺言した。しかし女王はフィリップの統治能力の低さを見抜き、さらに「フアナの精神状態が正常であり、統治能力がある場合に限る」と但し書きをつけた。そしてフアナに統治能力が無い場合は「孫のカルロス（独：カール、仏：シャルル）が丁年に達するまでは祖父が後見する」こととされた。すなわち、フアナに統治能力がなければ、フィリップ（西：フェリペ）の共同統治権自体も存在しない。
こうして、フィリップと義父フェルナンドの対立は激化した。フェルナンド5世側は、娘の精神異常の兆候をつかもうとブルゴーニュ宮廷に密偵を派遣し、フィリップ側も「私は完全に正常であり、夫を深く愛している」旨の手紙を偽造してスペインに送りつけた。フィリップはフアナを周囲から完全に隔離し、特にスペイン人は誰であっても警戒した。激しい対立の応酬の中、フィリップはカスティーリャに渡り、現地貴族を臣従させて統治権を確保したい意向であり、フェルナンドと対決してでもフアナの実権を手に入れる野心があった。フィリップは、フアナを脅迫したり、あるいは愛情を装って懐柔しようとしたが、フアナはこれを退けた。
ここでフランス王ルイ12世は、（イサベル女王崩御に先立つ）1504年9月にブロワ条約で娘クロード王女とフィリップの長男カルロスの婚約を快諾し、フィリップを懐柔しようとしていた。この裏では、フェルナンド5世とルイ12世が極秘裏にフィリップ包囲の交渉を進めていた。またフェルナンドは新たな男子を儲けようとルイ12世の姪ジェルメーヌ・ド・フォワと再婚する。この再婚は、カスティーリャの貴族達の強い反発を受けることとなった。

#### スペイン上陸

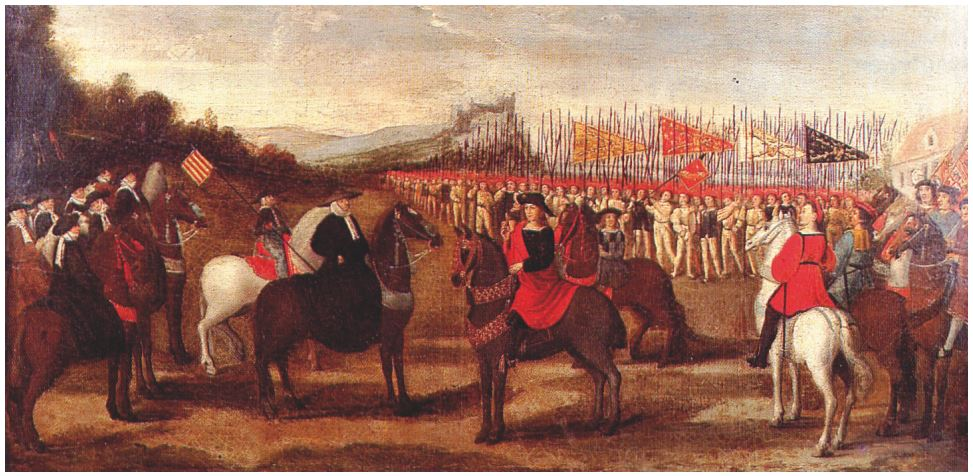
1506年、義父フェルナンドとの対面

ブロワ条約によりフランス経由の陸路を封鎖されており、1506年1月7日、フアナとフィリップ一行はフリシンゲン港より海路で出発する。しかし、悪天候によりイングランドはドーセットのメルコム・レギスに漂着する。1月31日、フィリップ一行はウィンザー城に到着し、イングランド王ヘンリー7世の歓待を受ける。
期せずしてフィリップとヘンリー7世は会談の機会を得、政治・軍事での協力関係を取り付けた他、フィリップの妹マルグリットとヘンリー王子（のちのヘンリー8世）、フィリップとフアナの長男カール（カルロス）とメアリー王女の婚約が決定された。一方、フアナと、未亡人で不遇の状況に合ったカタリナが面会する機会はほとんど無かった。
4月に至って、フアナとフィリップ一行がラ・コルーニャ港に到着すると、フェルナンド5世の再婚への不満から、カスティーリャ貴族達が熱烈な歓迎と共に恭順した。フェルナンドもカスティーリャ貴族達の反発が、アラゴンに波及することへの危機感を抱いた。フェルナンドは一貴族に扮して出迎えると、道中の教会でフアナのカスティーリャ女王即位とブルゴーニュ公フィリップの摂政就任を認めることを表明した。こうして同年6月28日、ビリャファフィラ条約が締結され、カスティーリャ王国、グラナダ王国、レオン王国がフィリップの統治下に置かれることが確定し、二人は和解した。フィリップは妻との共同統治を主張して「カスティーリャ王フェリペ1世」を称するが、コルテス（議会）では「王の配偶者」（王配）としか認められなかった。また、フェルナンドはナポリへ向かい、同地やシチリアの権益を確保しようとした。
最初は熱狂して歓迎した貴族もほどなく反発し、さらにルイ12世の背信行為、義父との内戦寸前の対立、現地貴族とブルゴーニュ貴族の対立、スペインの炎暑等、ブルゴーニュで大切にされ苦境を経験してこなかったフィリップには強烈な体験が続いた。9月上旬、古都ブルゴス滞在中に飲んだ冷水にあたり、その数週間後9月25日に28歳で死去した。

### 没後
当初、フィリップはブルゴスの聖堂に埋葬されたが、女性が棺に近づくことを嫌がったフアナの意向で、フアナと共に放浪することとなった。最終的にトルデシリャス近郊の聖クララ王立修道院に埋葬され、フアナも父王フェルナンドにより修道院に隣接した城館に幽閉された。
父マクシミリアンは、約1か月後に訃報がもたらされると「主よ、何故主は私を見捨てられたのか」とつぶやき、三日三晩飲食を絶って誰とも面会しなかった。マクシミリアンは、まずネーデルラントの統治を、再び寡婦となった娘マルグリットに託した。マルグリットはメヘレンを拠点に、同地の統治や兄の遺児たちの養育に務め、名君として父の期待に応えた。
ジェノバ滞在中に訃報を受けた義父フェルナンドは、ナポリへの行程を優先させようとした。しかしマクシミリアンの派遣した使節がフェルナンドに対し、マクシミリアンとフェルナンドの共通の孫であるカルロスによるカスティーリャ王位継承を言葉巧みに説得した。こうしてカスティーリャ王位はカルロスに継承（名目上、母フアナとの共同統治）され、近い将来のスペイン統合が確実になった。なお、フィリップは生前には王位を認められなかったが、スペイン・ハプスブルク朝が成立すると、祖父の名を取ってフェリペと名付けられたカルロス1世の息子は、祖父をフェリペ1世とし、自身はフェリペ2世と称した。

## 子女
- レオノール（1498年 - 1558年） - ポルトガル王マヌエル1世妃、後にフランス王フランソワ1世妃
- カルロス（1500年 - 1558年） - 神聖ローマ皇帝カール5世、およびスペイン王カルロス1世
- イサベル（1501年 - 1526年） - デンマーク王クリスチャン2世妃
- フェルナンド（1503年 - 1564年） - 神聖ローマ皇帝およびハンガリー王・ボヘミア王フェルディナント1世
- マリア（1505年 - 1558年） - ハンガリー王・ボヘミア王ラヨシュ2世妃
- カタリナ（1507年 - 1578年） - ポルトガル王ジョアン3世妃

## 系譜
| フィリップ美公 （フェリペ1世） | 父: マクシミリアン1世 (神聖ローマ皇帝) | 祖父: フリードリヒ3世 (神聖ローマ皇帝) | 曽祖父: エルンスト (内オーストリア公)   |
| フィリップ美公 （フェリペ1世） | 父: マクシミリアン1世 (神聖ローマ皇帝) | 祖父: フリードリヒ3世 (神聖ローマ皇帝) | 曽祖母: ツィンバルカ・マゾヴィエツカ    |
| フィリップ美公 （フェリペ1世） | 父: マクシミリアン1世 (神聖ローマ皇帝) | 祖母: エレオノーレ                     | 曽祖父: ドゥアルテ1世 (ポルトガル王)[1] |
| フィリップ美公 （フェリペ1世） | 父: マクシミリアン1世 (神聖ローマ皇帝) | 祖母: エレオノーレ                     | 曽祖母: レオノール[2]                   |
| フィリップ美公 （フェリペ1世） | 母: マリー                             | 祖父: シャルル（突進公）               | 曽祖父: フィリップ（善良公）[3]         |
| フィリップ美公 （フェリペ1世） | 母: マリー                             | 祖父: シャルル（突進公）               | 曽祖母: イザベル[1]                     |
| フィリップ美公 （フェリペ1世） | 母: マリー                             | 祖母: イザベル                         | 曽祖父: シャルル1世                     |
| フィリップ美公 （フェリペ1世） | 母: マリー                             | 祖母: イザベル                         | 曽祖母: アニェス[3]                     |

1. 互いに兄妹（ジョアン1世の子）で、他のきょうだいにエンリケ航海王子やフェルナンド聖王子らがいる。従って、マクシミリアン1世とマリーは曽祖父ポルトガル王ジョアン1世を同じくする、又従姉弟の関係である。
2. アラゴン王フェルナンド1世の王女。従って、フィリップにとっての高祖父とフアナにとっての曾祖父を同じくする遠戚同士。
3. 互いに兄妹（ジャン1世（無怖公）の子）。

## 系図

### ブルゴーニュ公
| 【フランス王室ヴァロア朝】 フィリップ6世（幸運王） |                       |                       |                       |                       |                       |                       |                       |                       |                       |                       |                       |                                            |                                            |                                            |                                            |                                            |                                            |                              |                              |                                     |                                     |                                     |                                     |                                     |                                     |  |  |  |  |  |  |  |  |  |  |  |  |
|                                                    |                       |                       |                       |                       |                       |                       |                       |                       |                       |                       |                       |                                            |                                            |                                            |                                            |                                            |                                            |                              |                              |                                     |                                     |                                     |                                     |                                     |                                     |  |  |  |  |  |  |  |  |  |  |  |  |
| ジャン2世（善良王）                                |                       |                       |                       |                       |                       |                       |                       |                       |                       |                       |                       |                                            |                                            |                                            |                                            |                                            |                                            |                              |                              |                                     |                                     |                                     |                                     |                                     |                                     |  |  |  |  |  |  |  |  |  |  |  |  |
|                                                    |                       |                       |                       |                       |                       |                       |                       |                       |                       |                       |                       |                                            |                                            |                                            |                                            |                                            |                                            |                              |                              |                                     |                                     |                                     |                                     |                                     |                                     |  |  |  |  |  |  |  |  |  |  |  |  |
|                                                    |                       |                       |                       |                       |                       |                       |                       |                       |                       |                       |                       |                                            |                                            |                                            |                                            |                                            |                                            |                              |                              |                                     |                                     |                                     |                                     |                                     |                                     |  |  |  |  |  |  |  |  |  |  |  |  |
| シャルル5世（賢明王）                              | シャルル5世（賢明王） | シャルル5世（賢明王） | シャルル5世（賢明王） | シャルル5世（賢明王） | シャルル5世（賢明王） |                       |                       |                       |                       |                       |                       | （ブルゴーニュ公） フィリップ2世（豪胆公） | （ブルゴーニュ公） フィリップ2世（豪胆公） | （ブルゴーニュ公） フィリップ2世（豪胆公） | （ブルゴーニュ公） フィリップ2世（豪胆公） | （ブルゴーニュ公） フィリップ2世（豪胆公） | （ブルゴーニュ公） フィリップ2世（豪胆公） |                              |                              |                                     |                                     |                                     |                                     |                                     |                                     |  |  |  |  |  |  |  |  |  |  |  |  |
| シャルル5世（賢明王）                              | シャルル5世（賢明王） | シャルル5世（賢明王） | シャルル5世（賢明王） | シャルル5世（賢明王） | シャルル5世（賢明王） |                       |                       |                       |                       |                       |                       | （ブルゴーニュ公） フィリップ2世（豪胆公） | （ブルゴーニュ公） フィリップ2世（豪胆公） | （ブルゴーニュ公） フィリップ2世（豪胆公） | （ブルゴーニュ公） フィリップ2世（豪胆公） | （ブルゴーニュ公） フィリップ2世（豪胆公） | （ブルゴーニュ公） フィリップ2世（豪胆公） |                              |                              |                                     |                                     |                                     |                                     |                                     |                                     |  |  |  |  |  |  |  |  |  |  |  |  |
|                                                    |                       |                       |                       |                       |                       |                       |                       |                       |                       |                       |                       |                                            |                                            |                                            |                                            |                                            |                                            |                              |                              |                                     |                                     |                                     |                                     |                                     |                                     |  |  |  |  |  |  |  |  |  |  |  |  |
| シャルル6世（狂気王）                              | シャルル6世（狂気王） | シャルル6世（狂気王） | シャルル6世（狂気王） | シャルル6世（狂気王） | シャルル6世（狂気王） | （オルレアン公） ルイ | （オルレアン公） ルイ | （オルレアン公） ルイ | （オルレアン公） ルイ | （オルレアン公） ルイ | （オルレアン公） ルイ | ジャン1世（無怖公）                        | ジャン1世（無怖公）                        | ジャン1世（無怖公）                        | ジャン1世（無怖公）                        | ジャン1世（無怖公）                        | ジャン1世（無怖公）                        |                              |                              |                                     |                                     |                                     |                                     |                                     |                                     |  |  |  |  |  |  |  |  |  |  |  |  |
| シャルル6世（狂気王）                              | シャルル6世（狂気王） | シャルル6世（狂気王） | シャルル6世（狂気王） | シャルル6世（狂気王） | シャルル6世（狂気王） | （オルレアン公） ルイ | （オルレアン公） ルイ | （オルレアン公） ルイ | （オルレアン公） ルイ | （オルレアン公） ルイ | （オルレアン公） ルイ | ジャン1世（無怖公）                        | ジャン1世（無怖公）                        | ジャン1世（無怖公）                        | ジャン1世（無怖公）                        | ジャン1世（無怖公）                        | ジャン1世（無怖公）                        |                              |                              |                                     |                                     |                                     |                                     |                                     |                                     |  |  |  |  |  |  |  |  |  |  |  |  |
| シャルル7世（勝利王）                              | シャルル7世（勝利王） | シャルル7世（勝利王） | シャルル7世（勝利王） | シャルル7世（勝利王） | シャルル7世（勝利王） | シャルル              | シャルル              | シャルル              | シャルル              | シャルル              | シャルル              | フィリップ3世（善良公）                    | フィリップ3世（善良公）                    | フィリップ3世（善良公）                    | フィリップ3世（善良公）                    | フィリップ3世（善良公）                    | フィリップ3世（善良公）                    |                              |                              |                                     |                                     |                                     |                                     |                                     |                                     |  |  |  |  |  |  |  |  |  |  |  |  |
| シャルル7世（勝利王）                              | シャルル7世（勝利王） | シャルル7世（勝利王） | シャルル7世（勝利王） | シャルル7世（勝利王） | シャルル7世（勝利王） | シャルル              | シャルル              | シャルル              | シャルル              | シャルル              | シャルル              | フィリップ3世（善良公）                    | フィリップ3世（善良公）                    | フィリップ3世（善良公）                    | フィリップ3世（善良公）                    | フィリップ3世（善良公）                    | フィリップ3世（善良公）                    |                              |                              |                                     |                                     |                                     |                                     |                                     |                                     |  |  |  |  |  |  |  |  |  |  |  |  |
| ルイ11世（慎重王）                                 | ルイ11世（慎重王）    | ルイ11世（慎重王）    | ルイ11世（慎重王）    | ルイ11世（慎重王）    | ルイ11世（慎重王）    | ルイ12世              | ルイ12世              | ルイ12世              | ルイ12世              | ルイ12世              | ルイ12世              | シャルル（突進公）                         | シャルル（突進公）                         | シャルル（突進公）                         | シャルル（突進公）                         | シャルル（突進公）                         | シャルル（突進公）                         |                              |                              |                                     |                                     |                                     |                                     |                                     |                                     |  |  |  |  |  |  |  |  |  |  |  |  |
| ルイ11世（慎重王）                                 | ルイ11世（慎重王）    | ルイ11世（慎重王）    | ルイ11世（慎重王）    | ルイ11世（慎重王）    | ルイ11世（慎重王）    | ルイ12世              | ルイ12世              | ルイ12世              | ルイ12世              | ルイ12世              | ルイ12世              | シャルル（突進公）                         | シャルル（突進公）                         | シャルル（突進公）                         | シャルル（突進公）                         | シャルル（突進公）                         | シャルル（突進公）                         |                              |                              |                                     |                                     |                                     |                                     |                                     |                                     |  |  |  |  |  |  |  |  |  |  |  |  |
| シャルル8世（温厚王）                              | シャルル8世（温厚王） | シャルル8世（温厚王） | シャルル8世（温厚王） | シャルル8世（温厚王） | シャルル8世（温厚王） |                       |                       |                       |                       |                       |                       | マリー                                     | マリー                                     | マリー                                     | マリー                                     | マリー                                     | マリー                                     |                              |                              | （オーストリア大公） マクシミリアン | （オーストリア大公） マクシミリアン | （オーストリア大公） マクシミリアン | （オーストリア大公） マクシミリアン | （オーストリア大公） マクシミリアン | （オーストリア大公） マクシミリアン |  |  |  |  |  |  |  |  |  |  |  |  |
| シャルル8世（温厚王）                              | シャルル8世（温厚王） | シャルル8世（温厚王） | シャルル8世（温厚王） | シャルル8世（温厚王） | シャルル8世（温厚王） |                       |                       |                       |                       |                       |                       | マリー                                     | マリー                                     | マリー                                     | マリー                                     | マリー                                     | マリー                                     |                              |                              | （オーストリア大公） マクシミリアン | （オーストリア大公） マクシミリアン | （オーストリア大公） マクシミリアン | （オーストリア大公） マクシミリアン | （オーストリア大公） マクシミリアン | （オーストリア大公） マクシミリアン |  |  |  |  |  |  |  |  |  |  |  |  |
|                                                    |                       |                       |                       |                       |                       |                       |                       |                       |                       |                       |                       |                                            |                                            |                                            |                                            |                                            |                                            |                              |                              |                                     |                                     |                                     |                                     |                                     |                                     |  |  |  |  |  |  |  |  |  |  |  |  |
|                                                    |                       |                       |                       |                       |                       |                       |                       |                       |                       |                       |                       |                                            |                                            |                                            |                                            | フィリップ4世（美公）                      |                                            |                              |                              |                                     |                                     |                                     |                                     |                                     |                                     |  |  |  |  |  |  |  |  |  |  |  |  |
|                                                    |                       |                       |                       |                       |                       |                       |                       |                       |                       |                       |                       |                                            |                                            |                                            |                                            |                                            |                                            |                              |                              |                                     |                                     |                                     |                                     |                                     |                                     |  |  |  |  |  |  |  |  |  |  |  |  |
|                                                    |                       |                       |                       |                       |                       |                       |                       |                       |                       |                       |                       |                                            |                                            |                                            |                                            |                                            |                                            |                              |                              |                                     |                                     |                                     |                                     |                                     |                                     |  |  |  |  |  |  |  |  |  |  |  |  |
|                                                    |                       |                       |                       |                       |                       |                       |                       |                       |                       |                       |                       |                                            |                                            | （スペイン・ハプスブルク家）               | （スペイン・ハプスブルク家）               | （スペイン・ハプスブルク家）               | （スペイン・ハプスブルク家）               | （スペイン・ハプスブルク家） | （スペイン・ハプスブルク家） | （オーストリア・ハプスブルク家）    | （オーストリア・ハプスブルク家）    | （オーストリア・ハプスブルク家）    | （オーストリア・ハプスブルク家）    | （オーストリア・ハプスブルク家）    | （オーストリア・ハプスブルク家）    |  |  |  |  |  |  |  |  |  |  |  |  |

### カスティーリャ王
|             |             |             |             |             |             |             |             | アルフォンソ11世 |              |              |              |              |              |             |             |        |        |                                |                                |                                |                                |                                |                                |                    |                    |                    |                    |                    |                    |  |  |  |  |  |  |  |  |
|             |             |             |             |             |             |             |             |                  |              |              |              |              |              |             |             |        |        |                                |                                |                                |                                |                                |                                |                    |                    |                    |                    |                    |                    |  |  |  |  |  |  |  |  |
|             |             |             |             |             |             |             |             |                  |              |              |              |              |              |             |             |        |        |                                |                                |                                |                                |                                |                                |                    |                    |                    |                    |                    |                    |  |  |  |  |  |  |  |  |
| エンリケ2世 | エンリケ2世 | エンリケ2世 | エンリケ2世 | エンリケ2世 | エンリケ2世 |             |             | ペドロ1世        | ペドロ1世    | ペドロ1世    | ペドロ1世    | ペドロ1世    | ペドロ1世    |             |             |        |        |                                |                                |                                |                                |                                |                                |                    |                    |                    |                    |                    |                    |  |  |  |  |  |  |  |  |
| エンリケ2世 | エンリケ2世 | エンリケ2世 | エンリケ2世 | エンリケ2世 | エンリケ2世 |             |             | ペドロ1世        | ペドロ1世    | ペドロ1世    | ペドロ1世    | ペドロ1世    | ペドロ1世    |             |             |        |        |                                |                                |                                |                                |                                |                                |                    |                    |                    |                    |                    |                    |  |  |  |  |  |  |  |  |
| フアン1世   | フアン1世   | フアン1世   | フアン1世   | フアン1世   | フアン1世   |             |             | コンスタンサ     | コンスタンサ | コンスタンサ | コンスタンサ | コンスタンサ | コンスタンサ |             |             |        |        |                                |                                |                                |                                |                                |                                |                    |                    |                    |                    |                    |                    |  |  |  |  |  |  |  |  |
| フアン1世   | フアン1世   | フアン1世   | フアン1世   | フアン1世   | フアン1世   |             |             | コンスタンサ     | コンスタンサ | コンスタンサ | コンスタンサ | コンスタンサ | コンスタンサ |             |             |        |        |                                |                                |                                |                                |                                |                                |                    |                    |                    |                    |                    |                    |  |  |  |  |  |  |  |  |
|             |             |             |             |             |             |             |             |                  |              |              |              |              |              |             |             |        |        |                                |                                |                                |                                |                                |                                |                    |                    |                    |                    |                    |                    |  |  |  |  |  |  |  |  |
| エンリケ3世 | エンリケ3世 | エンリケ3世 | エンリケ3世 | エンリケ3世 | エンリケ3世 |             |             | カタリナ         | カタリナ     | カタリナ     | カタリナ     | カタリナ     | カタリナ     |             |             |        |        | （アラゴン王） フェルナンド1世 | （アラゴン王） フェルナンド1世 | （アラゴン王） フェルナンド1世 | （アラゴン王） フェルナンド1世 | （アラゴン王） フェルナンド1世 | （アラゴン王） フェルナンド1世 |                    |                    |                    |                    |                    |                    |  |  |  |  |  |  |  |  |
| エンリケ3世 | エンリケ3世 | エンリケ3世 | エンリケ3世 | エンリケ3世 | エンリケ3世 |             |             | カタリナ         | カタリナ     | カタリナ     | カタリナ     | カタリナ     | カタリナ     |             |             |        |        | （アラゴン王） フェルナンド1世 | （アラゴン王） フェルナンド1世 | （アラゴン王） フェルナンド1世 | （アラゴン王） フェルナンド1世 | （アラゴン王） フェルナンド1世 | （アラゴン王） フェルナンド1世 |                    |                    |                    |                    |                    |                    |  |  |  |  |  |  |  |  |
|             |             |             |             |             |             |             |             |                  |              |              |              |              |              |             |             |        |        |                                |                                |                                |                                |                                |                                |                    |                    |                    |                    |                    |                    |  |  |  |  |  |  |  |  |
|             |             |             |             | フアン2世   | フアン2世   | フアン2世   | フアン2世   | フアン2世        | フアン2世    |              |              |              |              |             |             |        |        | （アラゴン王） フアン2世       | （アラゴン王） フアン2世       | （アラゴン王） フアン2世       | （アラゴン王） フアン2世       | （アラゴン王） フアン2世       | （アラゴン王） フアン2世       |                    |                    |                    |                    |                    |                    |  |  |  |  |  |  |  |  |
|             |             |             |             | フアン2世   | フアン2世   | フアン2世   | フアン2世   | フアン2世        | フアン2世    |              |              |              |              |             |             |        |        | （アラゴン王） フアン2世       | （アラゴン王） フアン2世       | （アラゴン王） フアン2世       | （アラゴン王） フアン2世       | （アラゴン王） フアン2世       | （アラゴン王） フアン2世       |                    |                    |                    |                    |                    |                    |  |  |  |  |  |  |  |  |
|             |             |             |             |             |             |             |             |                  |              |              |              |              |              |             |             |        |        |                                |                                |                                |                                |                                |                                |                    |                    |                    |                    |                    |                    |  |  |  |  |  |  |  |  |
|             |             |             |             | エンリケ4世 | エンリケ4世 | エンリケ4世 | エンリケ4世 | エンリケ4世      | エンリケ4世  | イサベル1世  | イサベル1世  | イサベル1世  | イサベル1世  | イサベル1世 | イサベル1世 |        |        | フェルナンド5世                | フェルナンド5世                | フェルナンド5世                | フェルナンド5世                | フェルナンド5世                | フェルナンド5世                | （ハプスブルク家） | （ハプスブルク家） | （ハプスブルク家） | （ハプスブルク家） | （ハプスブルク家） | （ハプスブルク家） |  |  |  |  |  |  |  |  |
|             |             |             |             | エンリケ4世 | エンリケ4世 | エンリケ4世 | エンリケ4世 | エンリケ4世      | エンリケ4世  | イサベル1世  | イサベル1世  | イサベル1世  | イサベル1世  | イサベル1世 | イサベル1世 |        |        | フェルナンド5世                | フェルナンド5世                | フェルナンド5世                | フェルナンド5世                | フェルナンド5世                | フェルナンド5世                | （ハプスブルク家） | （ハプスブルク家） | （ハプスブルク家） | （ハプスブルク家） | （ハプスブルク家） | （ハプスブルク家） |  |  |  |  |  |  |  |  |
|             |             |             |             |             |             |             |             |                  |              |              |              |              |              |             |             |        |        |                                |                                |                                |                                |                                |                                |                    |                    |                    |                    |                    |                    |  |  |  |  |  |  |  |  |
|             |             |             |             | フアナ      | フアナ      | フアナ      | フアナ      | フアナ           | フアナ       |              |              |              |              | フアナ      | フアナ      | フアナ | フアナ | フアナ                         | フアナ                         |                                |                                |                                |                                | フェリペ1世        | フェリペ1世        | フェリペ1世        | フェリペ1世        | フェリペ1世        | フェリペ1世        |  |  |  |  |  |  |  |  |
|             |             |             |             | フアナ      | フアナ      | フアナ      | フアナ      | フアナ           | フアナ       |              |              |              |              | フアナ      | フアナ      | フアナ | フアナ | フアナ                         | フアナ                         |                                |                                |                                |                                | フェリペ1世        | フェリペ1世        | フェリペ1世        | フェリペ1世        | フェリペ1世        | フェリペ1世        |  |  |  |  |  |  |  |  |
|             |             |             |             |             |             |             |             |                  |              |              |              |              |              |             |             |        |        |                                |                                |                                |                                |                                |                                |                    |                    |                    |                    |                    |                    |  |  |  |  |  |  |  |  |
|             |             |             |             |             |             |             |             |                  |              |              |              |              |              |             |             |        |        | （アブスブルゴ朝）             |                                |                                |                                |                                |                                |                    |                    |                    |                    |                    |                    |  |  |  |  |  |  |  |  |